# امپراتور سوزاکو
امپراتور سوزاکو (به ژاپنی: 朱雀天皇 Suzaku)؛ شصت و یکمین امپراتور ژاپن بود.